# كيث مان
كيث مان (بالإنجليزية: Keith Mann)‏ هو كاتب بريطاني، ولد في القرن العشرين في روتشديل في المملكة المتحدة.

## وصلات خارجية
- كيث مان على موقع IMDb (الإنجليزية)

- الموقع الرسمي